# Метроон
Метроон — общее наименование древнегреческих храмов Матери богов (см. Мать богов, Рея), существовавших во многих античных городах.

## В Афинах
Метроон в древних Афинах располагался в западной части агоры вдоль её западной дороги среди административных зданий. Строение, традиционно ассоциируемое историками как Метроон имело справа и чуть ниже проход к храму Гефеста, а справа и чуть выше — крошечный храм неизвестного божества и далее круглый Толос — храм Гестии. Между Толосом и маленьким храмом находился проход к Булевтерию, располагавшемуся сзади Метроона и являвшемуся самостоятельным архитектурным дополнением его правого крыла. Сзади, поодаль, располагается скальная стенка холма, и ныне увенчанного великолепным Гефестийоном.
С архитектурной точки зрения Метроон представлял собой левое крыло великолепной анфилады дорических колоннад западной части афинской агоры. Построенное около середины 2 века до н. э. здание обращено к площади глубоким портиком из 14-ти колонн. Судя по толщине колонн, Метроон был одноэтажным. Сохранились беломраморная часть пола и фундаменты. Перед портиком — основания и базы стоявших плотным рядом статуй и памятников.
По-видимому, именно здесь[где?] оставались священные развалины сожженного персами храма Матери богов, которые никто не смел трогать несколько веков кряду. Что не помешало философу Диогену Синопскому и другим нищим селиться на этом месте.